# Teodor (metge segle V)
Teodor (en llatí Theodorus, en grec antic  Θεόδωρος) era un metge romà autor d'un llibre curt en llatí titulat Diaeta sive de Rebus Salutaribus Liber.
Aquesta obra es va publicar per primera vegada l'any 1533.
Alguns erudits l'assimilen a Teodor Priscià, però no sembla cert, ja que els manuscrits l'anomenen només Theodorus.